# Docalidia dolabra
Docalidia dolabra är en insektsart som beskrevs av Nielson 1979. Docalidia dolabra ingår i släktet Docalidia och familjen dvärgstritar. Inga underarter finns listade i Catalogue of Life.